# Daniel Skärberg
Daniel Skärberg, född 17 mars 1811 i Älvkarleby församling, Uppsala län, död 17 augusti 1893 i Älvkarleby församling, Uppsala län, var en uppländsk spelman.

## Biografi
Skärberg var son till hamnfogden i Uppsala Erik Skärberg, som senare flyttade till Gärdsskär, Älvkarleby socken. Han lärde sig spela av Byss-Calle och Gulamåra viten. Redan som 16-åring var han en fullfjädrad spelman, och vid 18 års ålder började han anlitas som spelman på bröllop. Hans stamrepertoar vid bröllopen tycks ha varit Tyska klockorna, Tranan, Stormfågeln, Rölivstycke, Hållnäs brudmarsch och Älvkarleby brudmarsch, samt marschen När Sverige intog Norge. Skärberg var även byskrivare vid auktioner och boutredningar, och förde från 1829 fram till det sista kända tillfället 1885 noggranna förteckningar över sina spelningar. På äldre dagar fick han öknamnet Långkroken för sin gängliga gestalt och krökta rygg.
Skärberg var även fiskare och möbelsnickare. Förutom fällbord tillverkade han hopfällbara nystkronor och härvlar. Han höll sig även med en rävgrop i backen bakom sin stuga. Under natten band han fast en anka på en stång i gropen mitt, och på morgonen vittjade han sin grop, där rävskallarna sedan löstes mot fångtspenningar.
Skärberg har efterlämnat sig er rad folkvisor som ännu spelas, mest känd är dock Abborhålspolskan, som fått sitt namn efter sundet Abborrhålet i skärgården utanför hans hemby.